# Landolphianus
Landolphianus är ett släkte av skalbaggar. Landolphianus ingår i familjen vivlar.
Kladogram enligt Catalogue of Life:
| Landolphianus | \| \| Landolphianus elongatus \| \| \| \| \| \| Landolphianus minor \| \| \| \| |
|               | \| \| Landolphianus elongatus \| \| \| \| \| \| Landolphianus minor \| \| \| \| |
|               | Landolphianus elongatus                                                         |
|               |                                                                                 |
|               | Landolphianus minor                                                             |
|               |                                                                                 |